# Eastern Youth
Eastern Youth — японское панк-рок-трио, образованное в 1989 году в Хоккайдо. Их звучание сочетает в себе множество разных стилей и оно особенно сложное для исполнения для группы из трех человек. Их тексты выражают беспомощность японской молодежи. Группа вдохновлялась Fugazi, Jawbreaker, Stiff Little Fingers и Discharge.

## История группы
Группа Eastern Youth была основана как Scanners в 1989 году друзьями детства Хисаси Йосино и Ацуя Тамори в Саппоро, Хоккайдо. С 1989 по 1993 год они были активными участниками Oi! и скинхед движения в Японии. Они выпустили 3 альбома, 1 сингл и участвовали в нескольких сборниках. Группа сменила название с EASTERN YOUTH на Eastern Youth и перестала ассоциировать себя с скинхед-движением. Группа переехала в Токио в 1990 году. В 1995 году они выпустили свой первый релиз, «口笛、夜更けに響く», через свой лейбл «坂本商店». В течение следующих 5 лет Eastern Youth стали легендами японской инди-рок сцены, а в 2000 году они впервые выступили в США вместе с At The Drive-In, что значительно увеличило их популярность. Они продолжили гастролировать по Америке с Jimmy Eat World в 2001 году и группой Cursive в 2006 году, с которой Eastern Youth записали сплит-EP «8 Teeth to Eat You» . Во время тура «Bottom of the World» 2015 Томокадзу Ниномия объявил, что покидает группу. Его заменила Мураока Йука.

## Состав
- Хисаси Йосино — вокал, гитара
- Ацуя Тамори — ударная установка
- Йука Мураока — бас-гитара

## Дискография

### Синглы
- For Skins and Punks EP (1991)
- Noboru Asahi Abite (1991)
- Hadashi de Ikazaru wo Enai (1996)
- Aosugiru Sora (1997)
- Kaze no Naka (1999)
- Amazarashi nara Nureru ga Ii sa (1999)
- Seijaku ga Moeru (2000)
- Kakatonaru (2001)
- Sekai ha Warehibiku Miminari no you da (2002)
- Kyousei Shiryoku 0.6 (Corrected Eyesight 0.6) (2004)
- Boiling Point 36 °C (October 24, 2007)
- Akai-Inoatama Blues (February 6, 2008)
- Tokeidai no Kane (November 14, 2018)

### Альбомы
- East End Land (1989)
- Time Is Running (1990)
- Eastern Youth (1993)
- 口笛、夜更けに響く (1995)
- 孤立無援の花 (1997)
- 旅路ニ季節ガ燃エ落チル (1998)
- 雲射抜ケ声 (1999)
- 感受性応答セヨ (2001)
- 其処カラ何ガ見エルカ (2003) «What Can You See From Your Place»
- DON QUIJOTE (2004)
- 365步のブルース (2006) «365-Step Blues»
- 地球の裏から風が吹く (2007) «Blowing from the Other Side of the Earth»
- 歩幅と太陽 (2009) «The Pace With the Sun»
- 心ノ底ニ灯火トモセ (2011) «Kokoro No Soko Ni Tomoshibi Tomose»
- 叙景ゼロ番地 (2012) «Jokei Zero Banchi»
- ボトムオブザワールド (2015) «Bottom Of The World»
- SONGentoJIYU (2017)
- 2020 (2020)

### DVD-диски
- Sono Zanzou to Zankyouon (2001)
- Archives 1997—2001 (2004)
- 日比谷野外大音楽堂公演 DVD 2019.9.28 (2020)